# Copris mindorensis
Copris mindorensis är en skalbaggsart som beskrevs av Teruo Ochi 1992. Copris mindorensis ingår i släktet Copris och familjen bladhorningar. Inga underarter finns listade i Catalogue of Life.